# 平親清女・平親清女妹・平親清四女・平親清五女
鎌倉時代中期の武士・歌人であった佐分親清（平親清）には、歌人として活躍した複数の娘がいたことが知られているが、文献により呼び名が異なり各々の詳細な伝記も明らかではないことから、それらの間の同定も人数の確定も困難である。本項目では、該当する複数の歌人をまとめて記述する。

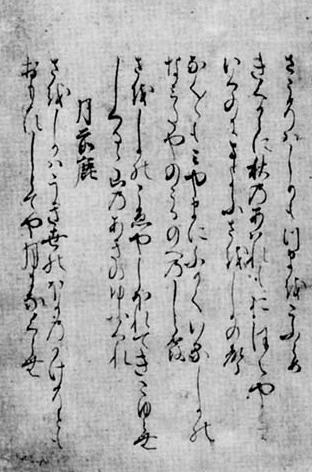
伝冷泉為相筆断簡 - 中央に平親清四女集の歌 - なくなくも みやまにふかく いるしかの なみたやのこる のへのしら露 - が見える

## 概要
文献上、次の人物が該当する。
主に勅撰集に見られる呼称
- 平親清女（たいらのちかきよのむすめ）
- 平親清女妹（たいらのちかきよのむすめのいもうと）（平親清四女と同一人物と言われる[1]）

本人の家集における呼称
- 平親清四女（たいらのちかきよのしじょ）
- 平親清五女（たいらのちかきよのごじょ）

母の家集に見られる呼称
- あねむすめ
- おととむすめ
- 四の女（平親清四女と考えられている[1]）
- 五にあたるむすめ（平親清五女と考えられている）

## 経歴
平親清女（たいらのちかきよのむすめ）
- 続古今和歌集以降の勅撰集に13首入集。

平親清女妹（たいらのちかきよのむすめのいもうと）
- 続拾遺和歌集以降の勅撰集に9首入集。

平親清四女（たいらのちかきよのしじょ）
- 家集の冒頭の続題歌には、二条為世と九条隆博の合点が入っている。
- 続千載和歌集に1首入集。
- 清水寺に参籠したこと、東山に草庵を結んで移り住んだことが家集詞書からうかがえる。

平親清五女（たいらのちかきよのごじょ）
- 家集[* 3]の詞書より。
  - 亡き姉の十三回忌の法要を営んだ。
  - 「四のあね」との贈答歌がしばしばある。また、一時期この姉と同居していたとある。
  - 「こしち（越路）のあね」の勧進により「南無三所権現」の十首歌を詠んだとある。また、この姉が病気になった時、見舞に来ないと恨み言の歌を受け取っている。
  - 親族と思われる平親時の娘との歌の贈答がある。彼女が一時的に東下りするにあたって、その餞か加茂社に四女と共に参詣して歌を詠みあっている。
  - 出家して東山の奥に隠棲した。その後も、四女や平親時の娘との歌のやりとりがある。また、一時期箕面山に住んだこともある。
  - 「花山院入道前右府」（花山院定雅（1294年没）か）、「持明院の女院」等の死の記事がある。

あねむすめ
- 母の東国下向後、出家前に没している[* 4]。『権中納言実材卿母集』の後半には、この「あねむすめ」への長年に及ぶ哀傷歌集が含まれている[1]。

おととむすめ
- 父の没後百日が明けて「こしへかへりなんとする」とある。また、その後上京し、「あねむすめ」が火葬されたという船岡山を訪ねている。『平親清五女集』にも「こしちのあね」と言及がある。
- 「あねむすめ」没後8年頃に母や姉妹との哀傷歌の贈答がある。
- ある年の水無月の末、急病で死去。大納言二位[* 5]、九条二品[* 6]、侍従三位公世卿[* 7]から母へ哀悼の歌の贈答がある[2]。長月の末、母が上京[* 8]する途中、瀬田の橋が架け替えられたことに触れている。

四の女
- 勅撰集に関心があるが、中央歌壇に交わるような立場でないことへの嘆きが見える。
- 自らの意思で上京したであろうこと、やや人里離れた所に住んでいることがうかがえる。、
- 「あねむすめ」没後8年頃に母や姉妹との哀傷歌の贈答がある。

五にあたるむすめ
- 「あねむすめ」没後、母との哀傷歌の贈答がある。

## 逸話
- 平親清の娘達のうちのある者、及び彼女達の母と考えられている実材母は、後嵯峨院歌壇で活躍した女房達と交流があったことがうかがえる。
  - 実材母は、出家隠棲していた弁内侍に歌を送って批評を請うている[3]。また、料紙三十帖を贈っている。
  - 典侍藤原親子が、平親清女の死にあたって、その妹に哀傷歌を贈っている[4]。
  - 出家し法性寺跡で隠棲していた藻璧門院少将を、平親清の娘と名乗る人物が尋ねてきたという[5]。勅撰集や中央歌壇に関心が深く、一定の期間京に住んでいたと思われること等から、この女性は「平親清四女」＝「四の女」と推定される。

## 作品
勅撰集
| 歌集名         | 作者名表記          | 歌数 | 歌集名         | 作者名表記 | 歌数 | 歌集名         | 作者名表記          | 歌数 |
| -------------- | ------------------- | ---- | -------------- | ---------- | ---- | -------------- | ------------------- | ---- |
| 続後撰和歌集   |                     |      | 続古今和歌集   | 平親清女   | 2    | 続拾遺和歌集   | 平親清女 平親清女妹 | 4 3  |
| 新後撰和歌集   | 平親清女 平親清女妹 | 3    | 玉葉和歌集     |            |      | 続千載和歌集   | 平親清四女          | 1    |
| 続後拾遺和歌集 | 平親清女妹          | 1    | 風雅和歌集     | 平親清女   | 1    | 新千載和歌集   |                     |      |
| 新拾遺和歌集   | 平親清女 平親清女妹 | 3 1  | 新後拾遺和歌集 |            |      | 新続古今和歌集 | 平親清女妹          | 1    |

私家集
- 『権中納言実材卿母集』
- 『平親清四女集』
- 『平親清五女集』